# Derisa pugionata
Derisa pugionata är en insektsart som beskrevs av Rauno E. Linnavuori 1973. Derisa pugionata ingår i släktet Derisa och familjen Flatidae. Inga underarter finns listade i Catalogue of Life.